# Gaumii salaam
Gaumii salaam (em Dhivehi: ޤައުމީ ސަލާމް, em português: Saudação Nacional) é o hino nacional das Maldivas. A letra foi escrita por Mohamed Jameel Didi em 1948, e a melodia foi composta pelo maestro cingalês Pandit Wannakuwattawaduge Don Amaradeva em 1972.

## História
Até 1948, uma melodia sem letra chamado de "Salaamathi" era tocada por uma banda real em ocasiões oficiais no Etherekoilu, a residência do sultão. Logo depois, foi decidido que o Salaamathi necessitava de letras. A letra foi escrita por um jovem poeta e chefe de justiça do país, Mohamed Jameel Didi.
Em 1972, pouco antes das Maldivas serem visitadas pela Rainha Elizabeth II do Reino Unido, o governo apressadamente comissiona ao maestro cingalês Pandith Amaradeva uma nova melodia para o hino. As letras originais foram mantidas, com algumas mudanças para enfatizar o fato de Maldivas ser uma república desde 1968.